# National Statuary Hall

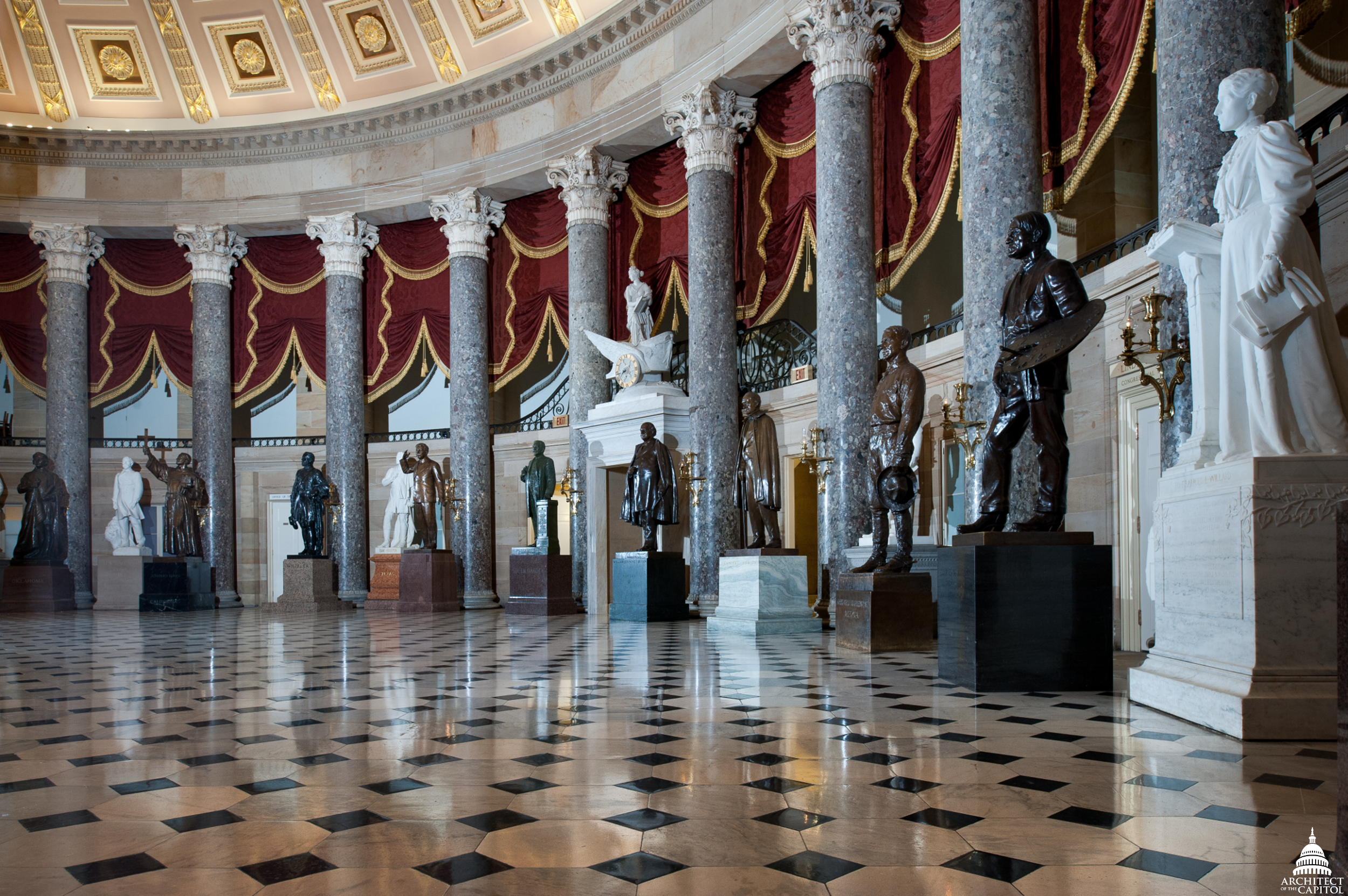
National Statuary Hall.

Le National Statuary Hall est une salle du Capitole des États-Unis consacrée aux sculptures d'éminents Américains. La salle, également connue sous le nom de Old Hall of the House, est une grande salle semi-circulaire de deux étages avec une galerie au deuxième étage. Il est situé immédiatement au sud de la rotonde.
Lieu de réunion de la Chambre des représentants des États-Unis pendant près de cinquante ans (1807–1857), après quelques années de désaffectation en 1864, il a été reconverti en salle d'exposition de statues et c'est à ce moment-là que la National Statuary Hall Collection a été créée. En 1933, la collection était devenue trop grande pour cette pièce unique et un certain nombre de statues sont placées ailleurs dans le Capitole.